# Orena
Orena war ein Volumenmaß in Fiume. Zu der Zeit der Geltung des Maßes war die Stadt eine österreichische Freistadt im Königreich  Kroatien. 
Es war ein anderer Ausdruck für das Maß Eimer gewesen und als Weinmaß  in Anwendung.
- 1 Orena = 32 Boccali = 2714,82 Pariser Kubikzoll = 53,852 Liter

In österreichischen Maßen entsprach
- 1 Orena = 2949 Kubikzoll (Wiener) = 0,92919 Eimer (Wiener Weineimer)